# Wiliete Sport Clube
Wiliete Sport Clube é um clube de futebol angolano com sede em Benguela. Disputa atualmente o Girabola, primeira divisão do futebol nacional.

## História
Fundado em 14 de setembro de 2018, conquistou o acesso ao Girabola no ano seguinte, após o Benfica de Lubango ser excluído. Em sua primeira temporada na primeira divisão e tendo Agostinho Tramagal como treinador, ficou em 9º lugar.
Em 2020–21, foi comandado por 3 técnicos (João Pintar, Guilherme do Carmo e Albano César), terminando o campeonato (que foi encerrado em decorrência da pandemia de COVID-19) em 7º na classificação. Na temporada 2021–22, foi 11º colocado entre 16 participantes.
Manda seus jogos no Estádio Nacional de Ombaka, com capacidade para 35 mil torcedores. Suas cores são verde e branco.

## Elenco atual
Legenda
- : Capitão
- Jogador lesionado

## Treinadores
- Jorge Pinto Leite (2018–19)
- Agostinho Tramagal (2019–20)
- João Pintar, Guilherme do Carmo e Albano César (2020–21)
- Albano César e Joaquim Pedro (2021–22)
- Silvestre Pelé (2022–)